# The Curse (film 1913 Giblyn)
The Curse è un cortometraggio muto del 1913 diretto da Charles Giblyn, scritto e prodotto da Thomas H. Ince per la Domino Film Company.

## Trama
A Salem Jim Farley, geloso perché Faith, la ragazza che ama, lo ha lasciato per un nuovo arrivato, accusa la giovane di stregoneria. Faith viene salvata dal rogo dal nuovo governatore che muta la condanna a morte in un bando dalla colonia. Faith lascia Salem insieme a Richard per iniziare la loro vita insieme nel nuovo mondo.

## Produzione
Il film venne prodotto dalla Domino Film Company.

## Distribuzione
Distribuito dalla Mutual, il film - un cortometraggio di due bobine - uscì nelle sale cinematografiche statunitensi il 18 dicembre 1913.